# Philippe Fait
Pour les articles homonymes, voir Fait (homonymie).
Philippe Fait, né le 24 juin 1969 à Cucq, est un homme politique français.
Membre de l'UDI puis Horizons, il est maire d'Étaples de 2014 à 2022 et conseiller départemental du Pas-de-Calais depuis 2015. Il est élu député en 2022 dans la 4e circonscription du Pas-de-Calais.

## Biographie
Né le 24 juin 1969, Philippe Fait est élu au conseil municipal d'Étaples en 2008 et est adjoint à l'éducation du maire divers gauche Jean-Claude Baheux. Baheux ne se représente pas en 2014, Fait prend la tête d'une liste divers droite qui s'impose au deuxième tour avec 37,03% lors d'une quinquangulaire. Il est réélu en 2020 dès le premier tour avec 67,85% des voix.
Il devient vice-président de la communauté d'agglomération des Deux Baies en Montreuillois en 2017 lors de la fusion des trois anciennes communautés de communes.
Il est élu en binôme avec Geneviève Margueritte conseiller départemental lors des élections départementales de 2015 sur le canton d'Étaples. Ils siègent dans l'opposition et sont réélus en élections départementales de 2021 sous l'étiquette divers droite.
Lors des élections législatives de 2022, il est candidat dans la 4e circonscription du Pas-de-Calais sous l'étiquette Ensemble. Il remporte l'élection au deuxième tour avec 56,36 % des voix face à Françoise Vanpeene, candidate du Rassemblement national. Responsable du comité municipal Horizons d'Étaples, Philippe Fait siège à l'Assemblée nationale au sein du groupe Renaissance,. Il est membre de la commission des Affaires culturelles et de l'Éducation.
Conformément à la loi sur le non-cumul des mandats, Philippe Fait démissionne de son mandat de maire d'Étaples en juillet 2022.

## Mandats
- 2008-2022 : conseiller municipal d'Étaples
- 4 avril 2014-23 juillet 2022 : maire d'Étaples
- Depuis le 29 mars 2015 : conseiller départemental du Pas-de-Calais
- Depuis le 22 juin 2022 : député de la 4e circonscription du Pas-de-Calais